# Grit Haid
Grit Haid (nacida Margarete Haid, 14 de marzo de 1900 – 13 de agosto de 1938) fue una actriz de cine y teatro austríaca. Era hermana menor de la actriz Liane Haid. Murió en un accidente de aviación en 1938.

## Filmografía seleccionada
- Don Cesar, Count of Irun (1918)
- Emperor Charles (1921)
- The Daughter of the Brigadier (1922)
- The Marquise of Clermont (1922)
- The Ghost of Morton's Castle (1922)
- Tales of Old Vienna (1923)
- The Hell of Barballo (1923)
- The Three Mannequins (1926)
- People to Each Other (1926)
- We Belong to the Imperial-Royal Infantry Regiment (1926)
- Young Blood (1926)
- Marie's Soldier (1927)
- Carnival Magic (1927)
- Rinaldo Rinaldini (1927)
- A Girl with Temperament (1928)
- Eddy Polo in the Wasp's Nest (1928)
- Suzy Saxophone (1928)
- Give Me Life (1928)
- From a Bachelor's Diary (1929)
- His Best Friend (1929)
- Andreas Hofer (1929)
- Marriage in Name Only (1930)
- Reckless Youth (1931)
- Gypsy Blood (1934)